# 니시노 쇼타
니시노 쇼타(일본어: 西野 奨太, 2004년 5월 28일~)는 일본의 축구 선수이다.

## 구단 경력
그는 2021년 J1리그의 홋카이도 콘사돌레 삿포로에 입단했다. 2024년 8월 J3리그의 가마타마레 사누키로 임대 이적했다. 2025년 J2리그의 홋카이도 콘사돌레 삿포로로 복귀했다.